# Вишнёвая (муниципальное образование город Алексин)
Вишнёвая — деревня в Тульской области России. С точки зрения административно-территориального устройства входит в Алексинский район. В плане местного самоуправления входит в состав муниципального образования город Алексин.

## География
Находится в северо-западной части региона, в пределах северо-восточного склона Среднерусской возвышенности, в подзоне широколиственных лесов, у автодороги 70К-014 (Алексин-Поповка-Тула), при реке Крушме. 

### Климат
Климат, как и во всём районе, характеризуется как умеренно континентальный, с ярко выраженными сезонами года. Средняя температура воздуха летнего периода — 16 — 20 °C (абсолютный максимум — 38 °С); зимнего периода — −5 — −12 °C (абсолютный минимум — −46 °С).
Снежный покров держится в среднем 130—145 дней в году.
Среднегодовое количество осадков — 650—730 мм.

## Топоним
Историческое название — Плешивая, затем изменилось на Плешивка.
В 1961 году указом Президиума Верховного Совета РСФСР деревня Плешивка переименована в Вишнёвая.

## История
Деревня до революции относилась к Широносовской волости Алексинского уезда. Жители деревни были приписаны к церковному приходу в с. Богучарово.

## Население
| 2010 |
| ---- |
| 9    |

## Инфраструктура
Обслуживается отделением почтовой связи 301350.
Личное подсобное хозяйство.

## Транспорт
Деревня доступна автотранспортом.